# An der Kirche (Weimar)

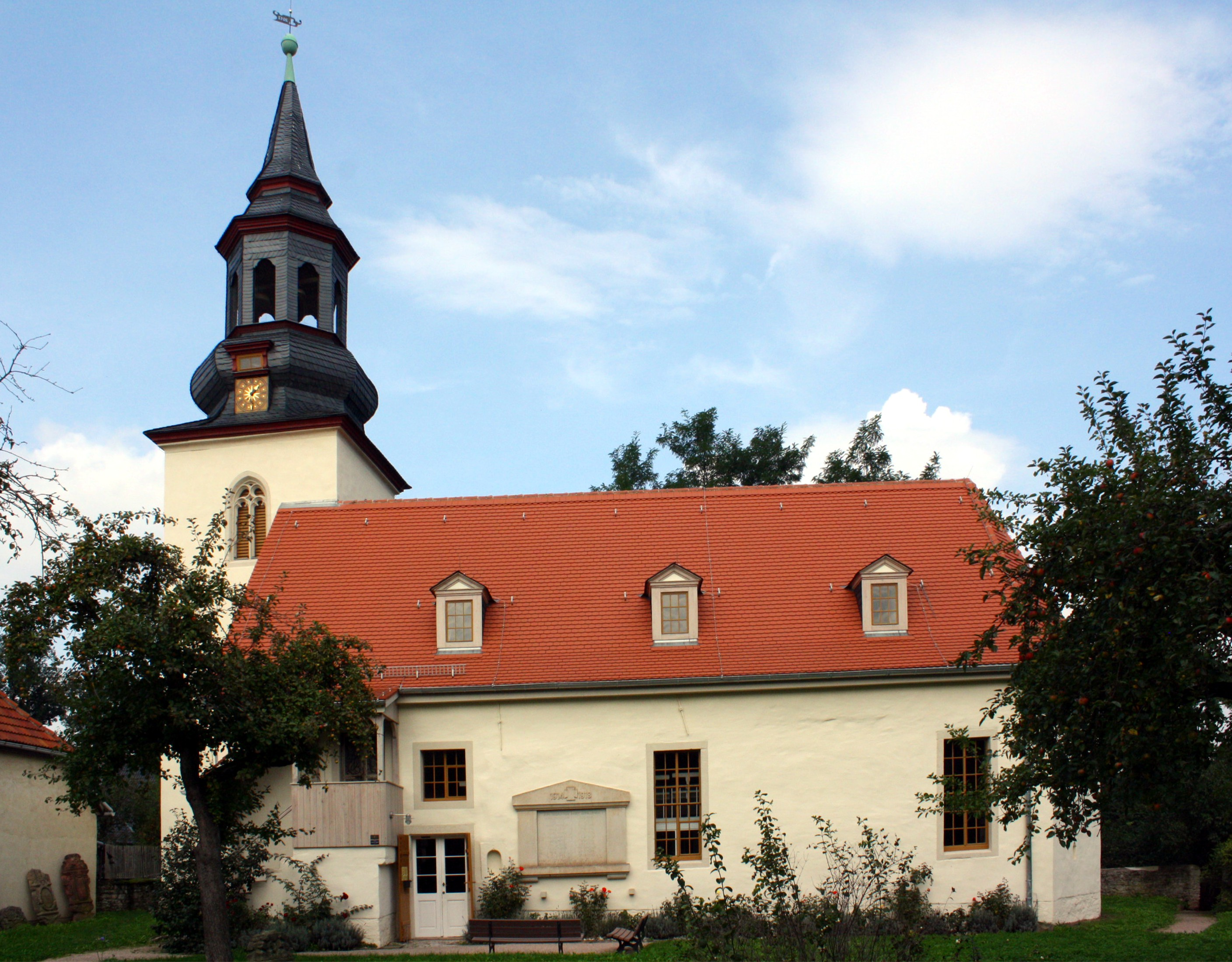
St.-Christopherus-Kirche Tiefurt

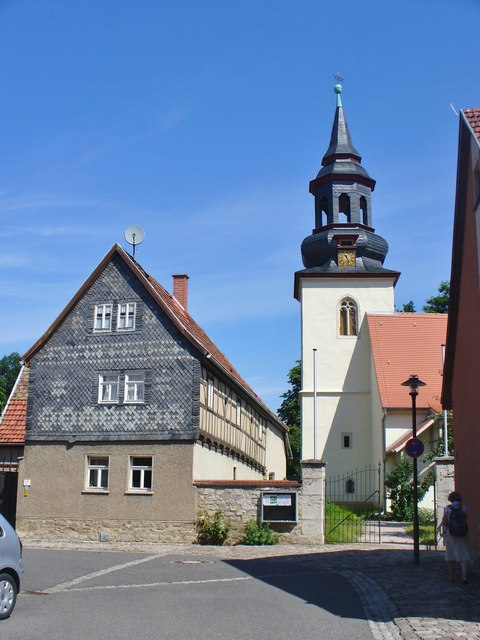
An der Kirche

Die St.-Christophorus-Kirche ist im Weimarer Ortsteil Tiefurt Namensgeber für den Straßenzug An der Kirche. Dieser liegt zwischen der Hauptstraße und der Kirche. Es ist eine Anliegerstraße. Außer der Kirche und dem Friedhof stehen mehrere Häuser in diesem Bereich, die über ein gewisses Alter verfügen.
Der gesamte Bereich steht auf der Liste der Kulturdenkmale in Tiefurt bzw. Liste der Kulturdenkmale in Weimar (Ortsteile), da er hauptsächlich die Lage der Kirche definiert. Sie selbst hat auch die Anschrift An der Kirche. Ihren Wert erhält sowohl der Straßenzug als auch die Kirche durch den benachbarten Schlosspark Tiefurt. Der Bereich unmittelbar an der Kirche ist von Tiefurt der eigentliche Dorfkern, der um 1206 erstmals als Difurte erwähnt wurde. Es ist auch deutlich älter als der Bereich des Kammergutes, der ein ehemaliger Herrensitz war und den Marschällen von Tiefurt gehörte, bis es im 16. Jahrhundert nach ihrer Säkularisierung an die herzogliche Kammer fiel.